# Malabuyoc
Malabuyoc est une municipalité de la province de Cebu, au sud-ouest de l'île de Cebu, aux Philippines.

## Généralités
Elle est entourée des municipalités de Ginatilan au sud, Alegria au nord, Boljoon à l'est, et du Détroit de Tañon à l'ouest.
Elle est administrativement constituée de 14 barangays (quartiers/districts/villages) :
- Armeña (Cansilongan)
- Tolosa (Calatagan)
- Cerdeña (Ansan)
- Labrador (Bulod)
- Lo-oc
- Lombo
- Mahanlud
- Mindanao (Pajo)
- Montañeza (Inamlang)
- Salmeron (Bulak)
- Santo Niño (Saliring)
- Sorsogon (Balikmaya)
- Barangay I (Poblacion Uno)
- Barangay II (Poblacion Dos)

Sa population en 2019 est d'environ 22 000 habitants.